# Darkman 2 : Le Retour de Durant
Série Darkman
Darkman
(1990) Darkman 3
(1996)
Pour plus de détails, voir Fiche technique et Distribution.
Darkman 2 : Le Retour de Durant (Darkman II: The Return of Durant) est un film américain réalisé par Bradford May et sorti directement en vidéo en 1995. Il fait suite à Darkman de Sam Raimi sorti en 1990. Seul Larry Drake reprend son rôle du premier film.

## Synopsis
Avec l’aide d’un ami scientifique, le généticien Peyton Westlake continue ses travaux sur la peau synthétique. Il est enfin sur le point de découvrir le secret qui lui rendra forme humaine. Mais la tournure tragique que prennent les évènements l’amène à revivre le cauchemar qui l’a défiguré et à réaliser que son ennemi, Durant, que tout le monde croyait mort, est bel et bien vivant.

## Fiche technique
- Titre français : Darkman 2 : Le retour de Durant
- Titre original : Darkman II: The Return of Durant
- Réalisation : Bradford May
- Scénario : Steven McKay, d'après une histoire de Robert Eisele et Lawrence Hertzog et les personnages créés par Sam Raimi
- Musique : Randy Miller
- Photographie : Bradford May
- Montage : Daniel Cahn
- Décors : Ian Brock
- Costumes : Noreen Landry
- Production : David Eick, Sam Raimi, David Roessell et Robert G. Tapert
- Sociétés de production : Renaissance Pictures et Universal Pictures
- Pays de production :  États-Unis
- Langue originale : anglais
- Format : couleurs - 1,37:1 - Dolby Surround - 35 mm
- Genre : action, fantastique, horreur
- Durée : 93 minutes
- Date de sortie :
  - États-Unis : 11 juillet 1995

## Distribution
- Larry Drake (VF : Robert Guilmard) : Robert G. Durant
- Arnold Vosloo : Darkman / Peyton Westlake
- Kim Delaney : Jill Randall
- Renée O'Connor : Laurie Brinkman
- Lawrence Dane : Dr. Alfred Hathaway
- Jesse Collins : Dr. David L. Brinkman
- David Ferry : Eddie Scully
- Rod Wilson : Ivan Druganov
- Jack Langedijk : Rollo Latham
- Sten Eirik : Whitey
- Steve Mousseau : Roy
- James Millington : M. Perkins
- Phillip Jarrett : Dan, le cameraman
- Kevin Rushton : le skinhead
- Graham Rowat : Bob, le producteur
- Chris Gillett : le patron de Bob
- David Clement : l'inspecteur Stringer

## Production
Le tournage a lieu de novembre à décembre 1993 à Toronto.

## Sortie en vidéo
Le film a fait l'objet de plusieurs éditions.
DVD
- Darkman : Le retour de Durant (DVD-9 Keep Case) sorti le 23 janvier 2001 édité par Universal Pictures France et distribué par Universal Pictures Vidéo. Le ratio écran est en 1.85:1 panoramique 16:9. L'audio est en Français, Anglais, Allemand, Italien et Espagnol 5.1. Les sous-titres sont en Français, Allemands, Italiens, Espagnols, Suédois, Norvégiens, Néerlandais, Danois et Anglais pour sourds et malentendants. En suppléments les bandes annonces de Darkman, Darkman 2 et Darman III. Il s'agit d'une édition Zone 2 + 4 Pal[2].

- Darkman : Le retour de Durant (DVD-9 Keep Case) sorti le 29 septembre 2010 édité par MEP Vidéo et distribué par MEP Vidéo / Fravidis. Il s'agit des mêmes spécificités techniques que l'édition de 2001. Il s'agit d'une édition Zone 2 + 4 Pal[3].

Blu-ray
Le film sort dans le coffret Darkman édition ultime édité par l'Atelier d'images et distribué par Arcadès le 7 novembre 2017 en format haute définition en version française et anglaise avec sous-titres français.